# Olivia Molina (actrice)
Ne doit pas être confondu avec Olivia Molina.
Pour les articles homonymes, voir Molina.
Olivia Molina est une actrice espagnole, née le 25 septembre 1980 à Ibiza sur les îles Baléares. Elle appartient à la troisième génération d'une famille d'artistes connue en Espagne.

## Biographie

### Jeunesse
Olivia Tirmarche Molina est née en 1980 à Ibiza sur les îles Baléares, de l'actrice Ángela Molina et du photographe français Hervé Tirmarche. Elle est la petite-fille du chanteur Antonio Molina (1928-1992).
Elle s'est inscrite au théâtre à Londres et à l'école d'art dramatique de Juan Carlos Corazza à Madrid.

### Carrière
Olivia Molina commence sa carrière au cinéma : elle interprète le rôle-titre Jara de Manuel Estudillo (2000), aux côtés de sa mère Ángela Molina et d'autres acteurs Juan Echanove, María Isbert et Javier Gurruchaga.
Entre 2010 et 2011, elle est Verónica Lebrón, professeur de littérature, dans la série télévisée dramatique Physique ou Chimie (Física o química), diffusée sur Antena 3,.
En décembre 2018, on annonce qu'elle jouerait dans la nouvelle série de science-fiction dystopique pour Antena 3 : L'Autre Côté (La valla, 2020), dont l'histoire se déroule à Madrid en 2045.

### Vie privée
Depuis 2011, Olivia Molina est mariée à l'acteur Sergio Mur, rencontré en plein tournage de Physique ou Chimie (Física o química) en 2010. Ils ont deux enfants, Vera (née en août 2012) et Eric  (né en mars 2016),,.

## Filmographie

### Longs métrages
- 2000 : Jara de Manuel Estudillo : Jara
- 2001 : School Killer de Carlos Gil : María
- 2008 : Yo soy sola de Tatiana Merenuk : Lina
- 2009 : Amours salées et plaisirs sucrés (Dieta mediterránea) de Joaquín Oristrell : Sofia
- 2009 : Mémoire de mes putains tristes (Memoria de mis putas tristes) de Henning Carlsen : Casilda Armenia / la prostituée
- 2020 : El secreto de Ibosim de Miguel Ángel Tobías

### Courts métrages
- 2020 : Hormigueddon de Pablo Motos et Jorge Salvador : elle-même

### Téléfilms
- 2003 : Ausias March de Daniel Múgica : Isabel Martorell
- 2009 : Un burka por el amor de Manuel Estudillo : María

### Séries télévisées
- 2000-2001 : Al salir de clase : Nadine Martín (349 épisodes)
- 2005-2006 : A tortas con la vida : Mónica (24 épisodes)
- 2007-2008 : El síndrome de Ulises : Reyes Almagro (26 épisodes)
- 2009 : Un burka por amor : María (mini-série, 2 épisodes)
- 2010-2011 : Physique ou Chimie (Física o química) : Verónica Lebrón Cervantes (30 épisodes)
- 2012-2013 : Luna, el misterio de Calenda : Olivia Pando (16 épisodes)
- 2016 : Bajo sospecha : Dr Belén Yagüe Sotelo (10 épisodes)
- 2017-2018 : Amar es para siempre : María Victoria « Vicky » Herrero (256 épisodes)
- 2020 : L'Autre Côté (La valla) : Julia / Sara Pérez Noval (13 épisodes)
- 2025 : Le Meilleur infarctus de ma vie : Concha (6 épisodes)

## Théâtre
- 2000 : La Maison de Bernarda Alba (La casa de Bernarda Alba) de Federico García Lorca
- 2001 : Fashion Feeling Music
- 2003 : El adefesio de Rafael Alberti
- 2005 : Le Lauréat (El graduado)
- 2006 : Soudain l'été dernier (De repente, el último verano) de Tennessee Williams
- 2007 : Un ennemi du peuple (Un enemigo del pueblo) de Henrik Ibsen
- 2016 : Todo es mentira
- 2017 : Tristana
- 2018 : Las amazonas
- 2018-2020 : Perfectos desconocidos, mise en scène par Daniel Guzmán[10]